# Orgizocella viettei
Orgizocella viettei är en tvåvingeart som beskrevs av Reé Michel Quentin 1990. Orgizocella viettei ingår i släktet Orgizocella och familjen bromsar.
Artens utbredningsområde är Madagaskar. Inga underarter finns listade i Catalogue of Life.